# Meraw Ben-Ari
Meraw Ben-Ari (hebr.: מירב בן-ארי, ang.: Meirav Ben-Ari, ur. 13 listopada 1975 w Izraelu) – izraelska polityk, w latach 2015–2019 poseł do Knesetu z listy Kullanu (My Wszyscy).
W wyborach parlamentarnych w 2015 po raz pierwszy dostała się do izraelskiego parlamentu. W kwietniu 2019 utraciła miejsce w parlamencie.